# Dos-à-dos (carrosserievorm)

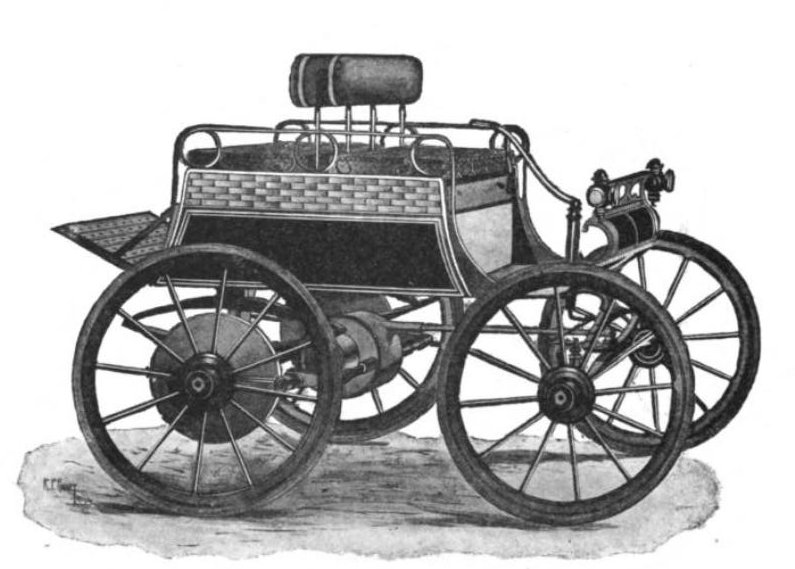
Amerikaanse elektrische auto Dos-a-Dos model uit 1900

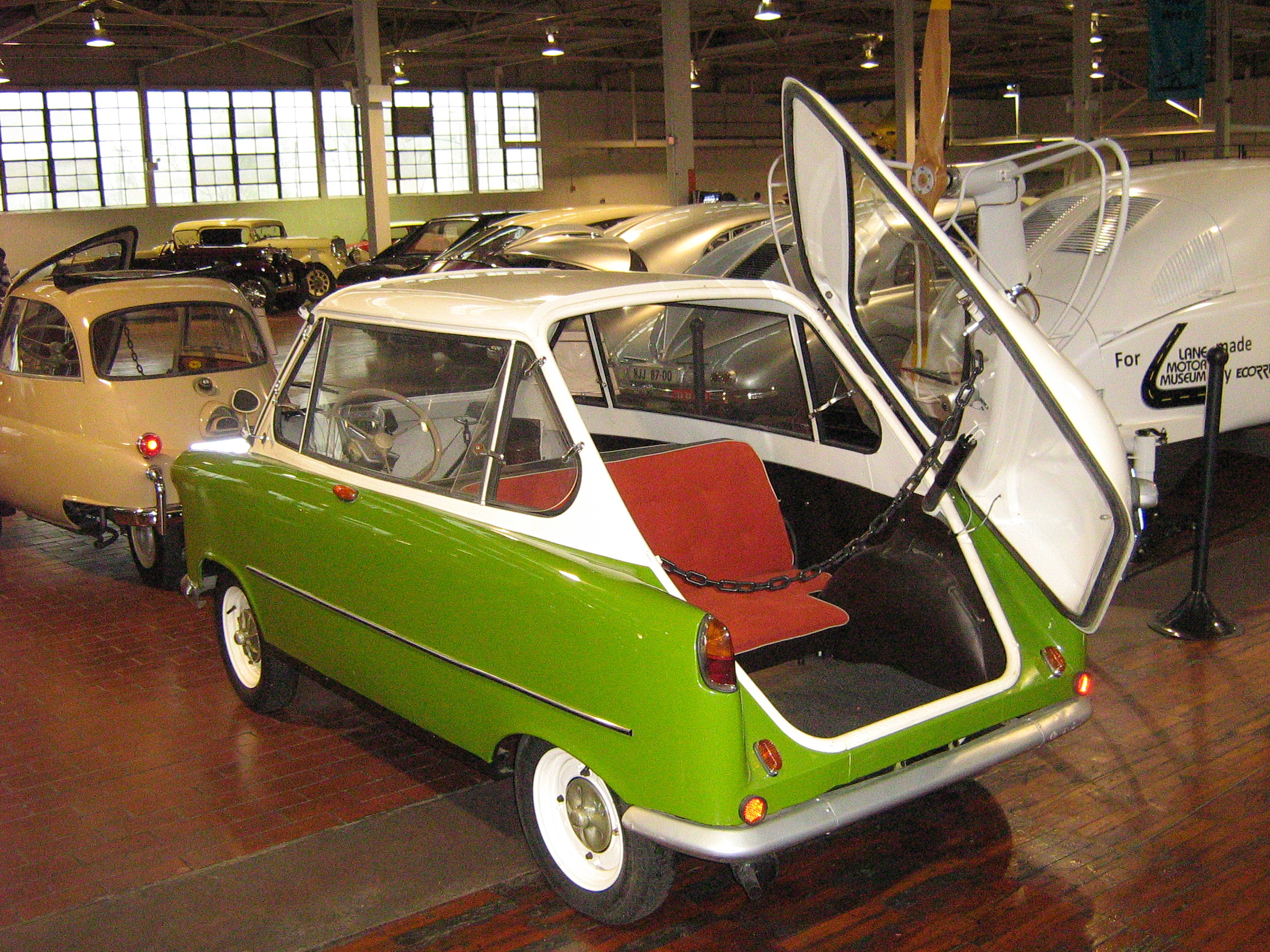
Dos-à-dos Zündapp Janus, achterzijde

De dos-à-dos ('rug aan rug') is een ouderwetse vorm van een carrosserie van een auto waarbij de passagiers met de rug naar de bestuurder en bijrijder zitten. Deze carrosserievorm kwam voort uit de koets.